# Ludwig I. (Orléans-Longueville)

Wappen der Herzöge von Longueville

Ludwig I. von Orléans-Longueville – in Frankreich Louis I. d’Orléans-Longueville – (* 1480; † 1. August 1516 in Beaugency) war Herr von Montgommery, Tancarville, Châtelaillon, Abbeville und durch seine Heirat Graf von Neuenburg am See. Er bekleidete das Amt eines Großkammerherrn von Frankreich und des Großseneschall der Provence.

## Familie
Ludwig stammte aus dem Haus Orléans-Longueville und war ein jüngerer Sohn des François I. d’Orléans-Longueville (Sohn des Johann der Bastard von Orléans) und der Agnes von Savoyen, einer Tochter des Ludwig von Savoyen und Schwägerin des französischen Königs, Ludwig XI.
Ludwig heiratete 1504 Johanna von Hachberg-Sausenberg († 1543), die Tochter des Markgrafen Philipp von Hachberg-Sausenberg und der Maria von Savoyen. Mit ihr hatte er vier Kinder:
- Claude (* 1508; † 1524)
- Louis II. (* 1510; † 1536) ⚭ Marie de Guise, Tochter von Claude de Lorraine, duc de Guise
  - François III. (* 1535; † 1551), Graf von Neuchâtel als Nachfolger von Jeanne
- Charlotte (* 1512; † 1549); ⚭ Philipp von Savoyen-Nemours
- François (* 1513; † 1548), genannt Marquis de Rothelin[1] ⚭ Jacqueline de Rohan, Tochter von Charles de Rohan, Seigneur de Gié (Haus Rohan)
  - Léonor (* 1540; † 1573), Graf von Neuchâtel als Nachfolger von François III.

## Leben
Nach seiner Heirat mit Johanna von Hachberg-Sausenberg erhob er auch Anspruch auf die badischen Herrschaften seines verstorbenen Schwiegervaters, die Herrschaft Rötteln und die Landgrafschaft Sausenberg, sowie die Herrschaft Badenweiler. Er konnte diesen Anspruch jedoch nicht durchsetzen und bewirkte durch sein Verhalten sogar noch den Verlust der Grafschaft Neuenburg. 
Im November 1511 zogen die Eidgenossen über den Gotthard bis vor Mailand. Bereits während dieses Winterfeldzugs besetzten Truppen von Bern und Solothurn die Grafschaft Neuenburg, um ihre Grenze im Nordwesten gegen Frankreich zu sichern. Da Ludwig I. von Orléans-Longueville, bei der französischen Armee diente und Neuenburger Söldner dem französischen Heer zuführte, wurde die von ihm mitregierte Grafschaft zum Sicherheitsrisiko erklärt. Aufgrund des Protestes der anderen Kantone verständigten sich Bern und Solothurn zunächst mit Luzern und Fribourg im Juli 1512 auf eine gemeinsame Besetzung, da diese vier Kantone durch Burgrecht mit Neuenburg verbunden waren.
1512 wurde Ludwig als Nachfolger seines Bruders, François II., Großkammerherr von Frankreich, was er bis zu seinem Tode blieb. 1515 folgte er seinem Bruder auch als 2. Herzog von Longueville. Er wurde 1513 von den Engländern in der Schlacht bei Guinegate gefangen genommen und nutzte seine Gefangenschaft in London um die Heirat des französischen Königs, Ludwig XII., mit Mary Tudor auszuhandeln. Während der Gefangenschaft hatte er eine Affäre mit der aus Frankreich stammenden Hofdame, Jane Popincourt.
1515 kämpfte Louis in der Schlacht bei Marignano. Im Mai 1516 kehrte Jane Popincourt nach Frankreich zurück, und im August verstarb Louis aus unbekannter Ursache.